# فرانسوا دووین

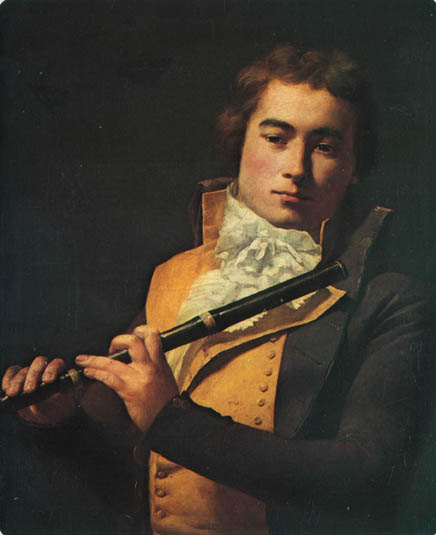
فرانسوا دووین، نقاشی منسوب به ژاک لویی داوید

فرانسوا دوویِن (به فرانسوی: François Devienne) (زادهٔ ۲۱ ژانویهٔ ۱۷۵۹ - درگذشتهٔ ۵ سپتامبر ۱۸۰۳) آهنگ‌ساز و نوازندهٔ کلارینت، فلوت و فاگوت (باسون) دورهٔ کلاسیک اهل فرانسه بود.